# 白雄乡
白雄乡，是中华人民共和国西藏自治区那曲市聂荣县下辖的一个乡镇级行政单位。

## 行政区划
白雄乡下辖以下地区：
水木村、查庆村、帕曲通村、别仓村、果庆村、查组村、巴果村、伟微村、康果村、嘎格朗村、康切村、央日巴玛村、央日俄玛村和西合村。